# Anoualerpeton
Anoualerpeton è un genere estinto di anfibio lissamphibiano, in particolare della famiglia Albanerpetontidae. Il genere contiene due specie: A. unicus e A. priscus vissute rispettivamente, nel Giurassico medio, circa 166 milioni di anni fa, in Inghilterra e nel Cretaceo inferiore, circa 137 milioni di anni fa, in Marocco.
È ritenuto il più primitivo genere di Albanerpetontide, e nel caso della specie tipo, A. unicus, l'unico albanerpetontide conosciuto per aver vissuto nel Gondwana.